# Forward Versatile Disc
El FVD (Forward Versatile Disc) ha surgido en oriente en respuesta a la cara licencia del formato típico del DVD (el MPEG-2), que oscila entre 12$ y 20$ por reproductor. 
Aunque usa un láser rojo para leer, la capacidad de información que pueden almacenar es de 5,4 GB, frente a los 4,7 GB de los DVD normales. Esta mejora se ha conseguido gracias a la disminución de la distancia entre pistas. Además, el FVD soporta hasta tres capas de datos, lo que le otorga una capacidad de 15 GB, suficiente para alzarse en competencia con el resto de formatos de alta definición. El FVD utiliza los codecs de Windows Media Video.
El FVD fue desarrollado en Taiwán por el Advanced Optical Storage Research Alliance (AOSRA) y el Industrial Technology Research Institute (ITRI), y se plantea como una alternativa a la tecnología occidental.